# Непрохана повість
«Непрохана повість» (яп. とはずがたり) — автобіографічна повість про середньовічну Японію, авторства придворної дами на ім'я Ніджьо. Час дії повісті — 1271—1307 роки. Повість написана у змішаному жанрі, що містить елементи щоденникового жанру (ніккі), а також власне повісті (моногатарі). Також вона містить велику кількість віршів танка.
Повість була знайдена у вигляді переписаного рукопису 17 століття у палацовому книгосховищі у 1938 році. Вперше видана 1950 року, повне видання 1966 року.
Повість складається з п'яти сувоїв, у яких описуються різні періоди життя авторки.

## Зміст

### Сувій 1 (1271—1274)
У цьому сувої розповідається про те, як Ніджьо стала наложницею імператора Ґо-Фукакуса. Це відбулося за сприяння її батька. Невдовзі по тому, як Ніджьо завагітніла, її батько помер. Дитину віддали на виховання у родину імператора. Невдовзі дитина помирає.
Також в цей час розпочинається її роман з чиновником Сайондзі Санекане . Після народження дитини від імператора, вона народжує дитину від Сайонджі, але віддає її на виховання, боячись гніву імператора. Героїня вперше задумується над тим, чи не прийняти їй прийняти постриг.

### Сувій 2 (1275—1277)
Імператор примушує придворних дам, в тому числі Ніджьо, заплатити йому викуп.
Ніджьо знайомиться з настоятелем храму Добра і Миру (який був молодшим братом Ґо-Фукакуса, далі «настоятель»), який зізнається їй у коханні. Ніджьо втікає.
Ніджьо знайомиться з попереднім імператором Камеяма, який надсилає їй любовного листа.
Ніджьо виконує різні обов'язки при імператорі, в тому числі влаштовує його зустрічі з іншими жінками.
Настоятель ґвалтує Ніджьо під час одного з візитів до храму.
Дядько Ніджьо викликає її до себе, там вона дізнається, що він вирішив влаштувати їй побачення з настоятелем. Ніджьо намагається порвати з ним, він обсипає її прокльонами.
У героїні відбувається конфлікт із власним дідусем.
Нідзьо робить спробу піти у монастир, але Санекане Сайонджі знаходить її там. Після цього імператор забирає її з монастиря.
Санекане Сайонджі влаштовує Ніджьо зустріч з її дочкою.
Ніджьо разом з імператором виїжджають до палацу міністра Коное. Міністр починає переслідувати Ніджьо, імператор дозволяє це міністру. Ніджьо має сексуальний контакт з міністром проти своєї волі.

### Сувій 3 (1281—1285)
Головна героїня боїться, що почуття імператора охолонуть, бо не має інших покровителів, а спроби піти у монастир закінчились невдачею.
До палацу приїжджає настоятель. Імператор дізнається, що настоятель закоханий у Ніджьо і дозволяє тому мати з нею стосунки.
Імператор зізнається Ніджьо, що був закоханий у її матір і тому вирішив стати її коханцем.
Санекане Сайонджі віддаляється від Ніджьо, через що вона страждає.
Ніджьо дізнається, що вагітна від настоятеля.
Імператор виїжджає разом з Ніджьо до храму, настоятелькою якого є його тітка. Туди ж приїжджає Камеяма. Після бенкету Камеяма ґвалтує Ніджьо.
Люди пліткують щодо вагітності Ніджьо, тому імператор вирішує, що вона повинна віддати дитину на виховання, а всім сказати, що вона померла. Ніджьо погоджується.
Ніджьо народжує дитину у присутності настоятеля і віддає її.
Японці тривожаться щодо можливого вторгнення монголів.
Після народин настоятель продовжує відвідувати Ніджьо. Він обіцяє їй, що вони будуть коханцями у майбутньому втіленні. Потім він заражається інфекційною хворобою та помирає. Після його смерті Ніджьо дізнається, що знов вагітна.
Ніджьо поселяється у монастирі. Імператор викликає її назад до двору через плітки про те, що вона переходить до двору імператора Камеяма.
Ніджьо народжує дитину і віддає її на виховання, після чого повертається до палацу.
Через деякий час вона отримує наказ від дідуся покинути двір. Вона питає імператора та імператрицю про причини, але вони нічого не кажуть. Після зустрічі з дідусем вона дізнається, що це наказ імператриці.
Ніджьо йде в монастир.

### Сувій 4 (1289—1293)
Нідзьо стає мандрівною монахинею. Майже весь сувій описує її подорожі і зустрічі.
В цей час Ніджьо знову починає писати вірші, що покинула робити після відходу з палацу.
Ніджьо зустрічається з ґо-Фукакуса, який на той час теж став ченцем. Після зустрічі посланець від імператора приносить їй дорогий подарунок.

### Сувій 5 (1302—1306)
Ніджьо продовжує свої подорожі. Вона відвідує монастир, в якому живуть колишні куртизантки.
Ніджьо дізнається про хворобу Ґо-Фукакуса. Вона намагається зустрітись із Санекане Сайонджі, щоб він допоміг їй потрапити до палацу, той з третьої спроби зустрічається з нею і допомагає їй побачити імператора. Наступного дня імператор помирає.
Через рік помирає Камеяма.
Героїня повертається до монастиря, де займається переписуванням сутр.
У храмі Хачімана героїня зустрічається з дочкою Ґо-Фукакуса імператрицею Юґімон'ін. Та запрошує її провідувати її і Ніджьо починає часто навідувати Югімон'ін.